# Associazione Sportiva Casale 1937-1938
Questa pagina raccoglie le informazioni riguardanti l'Associazione Sportiva Casale nelle competizioni ufficiali della stagione 1937-1938.

## Rosa
| N. |                      | Ruolo | Calciatore        |
| -- | -------------------- | ----- | ----------------- |
|    | Italia (bandiera)    |       | Luigi Audino      |
|    | Italia (bandiera)    | C     | Emanuele Boltri   |
|    | Italia (bandiera)    | A     | Luigi Demarchi    |
|    | Italia (bandiera)    | A     | Americo Dusio     |
|    | Italia (bandiera)    | C     | Francesco Ferrero |
|    | Argentina (bandiera) | A     | Carlos Garavelli  |
|    | Italia (bandiera)    | A     | Renato Ghezzi     |
|    | Italia (bandiera)    |       | Augusto Ghione    |
|    | Italia (bandiera)    | A     | Riccardo Isada    |

| N. |                   | Ruolo | Calciatore           |
| -- | ----------------- | ----- | -------------------- |
|    | Italia (bandiera) |       | Ferdinando Lavazza   |
|    | Italia (bandiera) | C     | Attilio Leporati     |
|    | Italia (bandiera) |       | Arturo Palandella    |
|    | Italia (bandiera) |       | Carlo Raiteri        |
|    | Italia (bandiera) | A     | Enzo Rosa            |
|    | Italia (bandiera) |       | Nello Sansilli       |
|    | Italia (bandiera) |       | Giordano Scanferlato |
|    | Italia (bandiera) | A     | Angelo Schiavetta    |
|    | Italia (bandiera) | D     | Armando Todeschini   |